# 파란여행

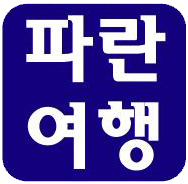
파란여행 로고

파란여행(Paran Tours INC.)은 2007년에 창립된 캐나다 토론토 현지의 한인 여행사로 토론토에 본사가 위치하고 있으며, 대한민국 서울에 사무소를 운영하고 있다.